# منتخب جمهورية الدومينيكان لكرة الطائرة للرجال
منتخب جمهورية الدومينيكان الوطني لكرة الطائرة للرجال (بالإسبانية: Selección de voleibol de la República Dominicana)‏ هو ممثل جمهورية الدومينيكان الرسمي في المنافسات الدولية في كرة طائرة في فئة كرة الطائرة للرجال.